# Santa Rosa de Congona
Santa Rosa de Congona es un caserío peruano ubicado en el distrito de Huancabamba, perteneciente a la provincia homónima del departamento de Piura, al norte del Perú. 

## Ubicación
Santa Rosa de Congona se ubica al norte de la provincia de Huancabamba, en el distrito de Huancabamba, en el departamento de Piura.

## Demografía
En 2017 Santa Rosa de Congona tenía una población de 154 habitantes.